# Gare de Canton
La gare de Canton (Chinois: 廣州站), située à Canton, Guangdong est une des gares les plus fréquentées du sud de la république populaire de Chine. La gare de Canton est reliée aux principales villes de la république populaire de Chine dont notamment Pékin, Lhassa et aussi Sanya (île de Hainan). 

Les autres gares de Canton sont la gare de Canton-Sud (ligne TGV vers Pékin et Shenzhen), la gare de Canton-Est (ligne vers Shenzhen et Hong Kong) et la gare de Canton-Nord.

## Histoire
La siégé original de Gare de Canton est Gare de Dashatou, la terminus en la Kowloon-Canton Railway. En 1954, une gare été construite en Liuhuaqiao, la siégé maintenant de la Gare de Canton.